# Andrew Phillip Brown
Andrew Phillip Brown ( * 1951-) es un botánico australiano.
Ha desarrollado su actividad científica en el "Departamento de Ambiente y Conservación, Rama de Especies y de Comunidades, Locked Bag 104, Bentley Delivery Centre

## Algunas publicaciones
- Hoffman N.; A.P. Brown. 1992. Orchids of south-west Australia, 2ª ed. University of Western Australia Press, Nedlands, Australia
- Brown, A.P.; G. Keighery; C. Thomson. 1996. Common wildflowers of the South-West forests. Como, W.A. : Dept. of Conservation and Land Management. 72 pp. ISBN 0-7309-6960-6
- Hoffman N.; A.P. Brown. 1998. Orchids of south-west Australia, 2nd ed. with supplement. University of Western Australia Press, Nedlands, Australia
- Hopper S.D.; A.P. Brown. 2000. New genera, subgenera, combinations, and species in the Caladenia alliance (Orchidaceae: Diurideae). Lindleyana 15: 120-126
- Hopper, S.D; A.P. Brown. 2007. A revision of Australia’s hammer orchids (Drakaea: Orchidaceae), with some field data on species-specific sexually deceived wasp pollinators. Australian Systematic Botany 20(3) 252–285

- La abreviatura «A.P.Br.» se emplea para indicar a Andrew Phillip Brown como autoridad en la descripción y clasificación científica de los vegetales.[1]

A julio de 2008 ha descripto e identificado 388 nuevos registros de spp., publicándolas en : Lindleyana; Austral. Syst. Bot.; Nuytsia; Muelleria.